# أرفيد فون شولتس
أرفيد فون شولتس (بالألمانية: Arved von Schultz)‏ هو جغرافي وأستاذ جامعي ألماني، ولد في 1883 في تالسي في لاتفيا، وتوفي في 1967 في هيلدن في ألمانيا.